# Al-Dawha
Al-Dawha, també ad Doha (àrab: الدوحة, ad-Dūḥa), és un municipi palestí de la governació de Betlem, al centre de Cisjordània, situat 2 km al sud-oest de Betlem. Aquesta àrea es troba en una de les zones que pertany a Beit Bala, i es diu Al-Dawha segons el carrer Dawha de Beit Jala que Bishara Daod va dur a terme mitjançant el finançament de l'Estat de Doha. Segons l'Oficina Central d'Estadístiques de Palestina (PCBS), tenia 12.275 habitants en 2016.